# Spathosternum
Spathosternum es un género de saltamontes de la subfamilia Spathosterninae, familia Acrididae, y está asignado a la tribu Spathosternini. Este género se distribuye en África, incluido Madagascar, y Asia tropical (subcontinente indio, Indochina y suroeste de China).

## Especies
Las siguientes especies pertenecen al género Spathosternum:
- Spathosternum abbreviatum Uvarov, 1929
- Spathosternum brevipenne Chopard, 1958
- Spathosternum curtum Uvarov, 1953
- Spathosternum malagassum Dirsh, 1962
- Spathosternum nigrotaeniatum (Stål, 1876)
- Spathosternum planoantennatum Ingrisch, 1986
- Spathosternum prasiniferum (Walker, 1871)
- Spathosternum pygmaeum Karsch, 1893
- Spathosternum venulosum Stål, 1878